# 佐賀県小学校の廃校一覧
佐賀県小学校の廃校一覧（さがけんしょうがっこうのはいこういちらん）は、佐賀県内の廃校になった小学校の一覧。対象となるのは、学制改革（1947年）以降に廃校となった小学校、および分校である。学校名は廃校当時のもの。廃校時に小学校（分校）が所在していた自治体がその後、合併によって消滅している場合は、現行の自治体に含める。また休校中の県内の小学校や分校は公式には存続していることとなっているが、便宜上本項に記載する。
（）内は、廃校になった年（もしくは、休校の措置が取られた年）、統合先の小学校などである。

## 佐賀市
- 佐賀市立協楽園小学校（1963年佐賀市立高木瀬小学校へ統合）[1]
- 佐賀市立芙蓉小学校（2006年佐賀市立芙蓉中学校と統合し佐賀市立小中一貫校芙蓉校へ）[2]
- 佐賀市立北山小学校（2008年佐賀市立北山中学校と統合し佐賀市立小中一貫校北山校へ）[3]
- 佐賀市立富士小学校〈初代〉（2013年富士南小と統合し佐賀市立富士小学校〈2代目〉へ）[4]
- 佐賀市立富士南小学校（2013年富士小〈初代〉と統合し富士小〈2代目〉へ）[4]
- 久保泉村立和泉小学校（1950年佐賀市立久保泉小学校〈当時：久保泉村立〉へ統合）[5]
- 大和町立松梅小学校名尾分校（1967年）[6]
- 大和町立松梅小学校下田分校（1967年）[6]
- 富士村立小副川小学校（1961年5月内野小と統合し南部小北校舎となり、1962年完全統合）[4]
- 富士村立内野小学校（1961年5月小副川小と統合し南部小南校舎となり、1962年完全統合）[4]
- 富士町立北山小学校上無津呂分校（1972年）[3]
- 富士町立関屋小学校（1975年統合により富士小〈初代〉へ）[4]
- 富士町立古湯小学校（同上）[4]
- 富士町立市川小学校（同上）[4]
- 三瀬村立三瀬小学校藤原分校（2004年休校、2005年廃校）[7]

## 唐津市
- 唐津市立佐志小学校枝去木分校（1954年）[8]
- 唐津市立唐津小学校（1958年志道小と大成小の2校に分離）[9]
- 唐津市立外町小学校和多田分校（1958年9月）[10]
- 唐津市立鏡小学校（1970年統合により唐津市立鏡山小学校鏡校舎となり、1971年9月完全統合）[11]
- 唐津市立宇木小学校（1970年鏡山小宇木校舎となり、1971年9月完全統合）[11]
- 唐津市立半田小学校（1970年鏡山小半田校舎となり、1971年9月完全統合）[11]
- 唐津市立湊小学校屋形石分校（1971年）[12][注釈 1]
- 唐津市立加唐小中学校松島分校（1988年休校、1996年再開、2012年再休校）[13]
- 唐津市立志道小学校（2004年大成小と統合し唐津市立大志小学校へ）[14]
- 唐津市立大成小学校（2004年志道小と統合し大志小へ）[14]
- 唐津市立厳木小学校平之分校（2008年）[15]
- 唐津市立厳木小学校広川分校（2008年）[16]
- 唐津市立厳木小学校瀬戸木場分校（2009年）[17]
- 唐津市立田頭小学校（2010年唐津市立相知小学校へ統合）[14]
- 唐津市立打上小学校赤木分校（2010年）[18]
- 唐津市立向島小学校（2010年入野小向島分校となり、2012年休校）[19]
- 唐津市立神集島小学校（2011年唐津市立湊小学校へ統合）[20]
- 唐津市立本山小学校（2011年箞木小へ統合）[20]
- 唐津市立加部島小学校（2011年唐津市立呼子小学校へ統合）[21]
- 唐津市立平原小学校鳥巣分校（2014年）[22]
- 唐津市立厳木小学校天川分校（2015年）[23]
- 唐津市立厳木小学校〈旧〉（2024年箞木小と統合し唐津市立厳木小学校〈新〉へ）[24]
- 唐津市立箞木小学校（2024年厳木小〈旧〉と統合し厳木小〈新〉へ）[24]
- 唐津市立入野小学校（2024年統合により唐津市立肥前小学校へ）[24]
- 唐津市立納所小学校（同上）[24]
- 唐津市立田野小学校（同上）[24]
- 唐津市立竹木場小学校（2025年統合により唐津市立高峰小学校へ）[25]
- 唐津市立大良小学校（同上）[25]
- 唐津市立切木小学校（同上）[25]
- 浜崎玉島町立玉島小学校渕上分教場（1957年）[26]
- 北波多村立北波多小学校行合野分校（1968年）[27]
- 北波多村立北波多小学校上平野分校（1969年）[27]
- 七山村立狩川小学校（1970年唐津市立七山小学校〈当時：七山村立〉へ統合）[28]
- 七山村立馬川小学校（1971年七山小へ統合）[28]
- 七山村立池原小学校（1987年七山小へ統合）[28]
- 浜玉町立浜崎小学校山瀬分校（1991年休校）[29]
- 私立海の星小学校（1959年 唐津市立馬渡小学校〈当時:鎮西町立〉へ統合）[30]
- 鎮西町立打上小学校石室分校（2002年）[18]
- 相知町立相知小学校牟田部分校（1977年）[31]
- 相知町立平山小学校（2003年相知小へ統合）[14]
- 相知町立佐里小学校（同上）[14]
- 肥前町立入野小学校星賀分校（2004年）[19]

## 鳥栖市
- 鳥栖市立河内小学校（1971年）[32]
- 鳥栖市立鳥栖小学校高田分校（1986年）[14]

## 多久市
- 多久市立南部小学校南渓分校（2004年）[14]
- 多久市立北部小学校（2013年緑ヶ丘小、南部小との3校統合により多久市立中央小学校へ）[33]
- 多久市立緑ヶ丘小学校（同上）[33]
- 多久市立南部小学校（同上）[33]
- 多久市立東部小学校〈旧〉（2013年納所小と統合し多久市立東部小学校〈新〉へ）[34]
- 多久市立納所小学校（同上）[34]
- 多久市立中部小学校（2013年西部小と統合し多久市立西渓小学校へ）[35]
- 多久市立西部小学校（同上）[35]
- 多久市立中央小学校（2017年中部中と統合し多久市立東原庠舎中央校へ）[33]
- 多久市立東部小学校〈新〉（2017年東部中と統合し多久市立東原庠舎東部校へ）[34]
- 多久市立西渓小学校（2017年西渓中と統合し多久市立東原庠舎西渓校へ）[35]

## 伊万里市
- 伊万里市立大平小学校（1956年波多津小筒井分教場と統合し波多津東小へ）[36]
- 伊万里市立波多津小学校筒井分教場（1956年大平小と統合し波多津東小へ）[36]
- 伊万里市立大川小学校東田代分校（1963年）[37]
- 伊万里市立大川小学校立川分校（1969年）[37]
- 伊万里市立滝野小学校下分分校（1979年休校、1984年廃校）[38]
- 伊万里市立滝野小学校南郷分校（1983年休校、1984年廃校）[38]
- 伊万里市立黒川小学校〈旧〉（1986年統合により伊万里市立黒川小学校〈新〉へ）[39]
- 伊万里市立東黒川小学校（同上）[39]
- 伊万里市立黒川小学校立目分校（同上）[39]
- 伊万里市立波多川小学校（1996年南波多小へ統合）[14]
- 伊万里市立滝野小学校（2014年滝野中と統合し伊万里市立小中一貫校滝野校へ[40]）
- 伊万里市立波多津小学校〈旧〉（2017年波多津東小と統合し伊万里市立波多津小学校〈新〉へ）[36]
- 伊万里市立波多津東小学校（2017年波多津小学校〈旧〉と統合し波多津小〈新〉へ）[36]
- 伊万里市立南波多小学校（2018年南波多中と統合し伊万里市立南波多郷学館へ）[14]
- 伊万里市立小中一貫校滝野校（2022年小学部は伊万里市立東山代小学校へ統合）[14]
- 伊万里市立大川小学校（2025年松浦小、東陵中と統合し伊万里市立東陵学園へ）[41]
- 伊万里市立松浦小学校（2025年大川小、東陵中と統合し東陵学園へ）[41]

## 武雄市
- 武雄市立西川登小学校矢筈分校（2008年休校、2010年廃校[42]）
- 北方町立北方東小学校（旧・橋下村立橋下小学校, 1974年 北方小学校へ統合）
- 北方町立北方小学校杉岳分校（1997年休校、2004年廃校[14]、2021年校舎解体[43]）

## 鹿島市
- 鹿島市立能古見小学校山浦分校（1981年）[44]
- 鹿島市立能古見小学校中川内分校（1981年）[44]
- 鹿島市立能古見小学校本城分校（1981年）[44]
- 鹿島市立能古見小学校浅浦分校（2018年）[44]

## 小城市
- 小城市立晴田小学校川内分校（1983年休校、2009年廃校）[45]
- 小城市立芦刈小学校（2014年芦刈中と統合し小城市立小中一貫校芦刈観瀾校へ）[46]

## 嬉野市
- 塩田町立五町田小学校美野分校（1968年）[47]
- 嬉野町立吉田小学校水頭分校（1969年）[48]
- 嬉野町立嬉野小学校下吉田分校（1979年）[49]
- 嬉野町立不動小学校狩立分校（1987年）[14]
- 嬉野町立不動小学校（1990年嬉野市立轟小学校〈当時：嬉野町立〉新設に伴い廃校）[14]
- 嬉野町立嬉野小学校上岩屋分校（1990年）[49]
- 嬉野町立吉田小学校春日分校（2001年）[50]

## 神埼市
- 脊振村立脊振小学校久保山分校（2003年）[51]
- 脊振村立脊振小学校鳥羽院分校（2003年）[51]

## 神埼郡
- 吉野ヶ里町立小川内小学校（1992年休校、2007年廃校[52]）

## 三養基郡
- 基山町立基山小学校園部分校（1967年）[53]

## 東松浦郡
- 玄海町立有浦小学校（2010年統合により有徳小へ）[54]
- 玄海町立牟形小学校（同上）[54]
- 玄海町立仮屋小学校（同上）[54]
- 玄海町立有徳小学校（2015年値賀小と統合し玄海小へ）[54]
- 玄海町立値賀小学校（2015年有徳小と統合し玄海小へ）[54]
- 玄海町立玄海小学校（2017年玄海町立玄海中学校と統合し玄海町立玄海みらい学園へ）[55]

## 杵島郡
- 大町町立大町小学校（2016年大町町立大町中学校と統合し大町町立小中一貫校大町ひじり学園へ）[14]
- 江北町立江北小学校花祭分校（1979年）[56]
- 有明町立有明東小学校新明分校（1987年）[57]
- 有明町立有明南小学校牛間田分校（2003年）[58]

## 藤津郡
- 太良町立多良小学校伊福分校（1966年）[59]
- 太良町立多良小学校中山分校（1981年）[60]
- 太良町立多良小学校中尾分校（2009年）[60]
- 太良町立多良小学校三里分校（2015年）[60]